# Mauston
La ville de Mauston est le siège du comté de Juneau, situé dans l’État du Wisconsin, aux États-Unis. Sa population s’élevait à 4 423 habitants lors du recensement de 2010, estimée à 4 394 habitants en 2017.

## Source
- (en) Cet article est partiellement ou en totalité issu de l’article de Wikipédia en anglais intitulé « Mauston, Wisconsin » (voir la liste des auteurs).